# Gaetano Millunzi
Gaetano Millunzi (Monreale, 7 aprile 1859 – Monreale, 13 settembre 1920) è stato uno storico, letterato e presbitero italiano.

## Biografia

### Formazione
Nasce a Monreale il 7 aprile 1859 da Salvatore e da Maria Teresa Anselmo. Nel 1871 entra dodicenne nel Seminario arcivescovile di Monreale e viene ordinato sacerdote a 23 anni, nel settembre 1882.
Poeta, latinista, storico, scrittore, letterato, amante delle lingue antiche e dell'arte. Un suo carme latino, il "De Materia et Forma" (1883) viene elogiato da filosofi e poeti, ma soprattutto da Papa Leone XIII, che lo inviterà a Roma, intrattenendo nel tempo uno scambio epistolare.

### Impegno a Monreale
Nel 1882 è nominato dall’arcivescovo Giuseppe Papardi Vice Rettore del Convitto dei Chierici Rossi e nel 1891 Rettore, per incarico di mons. Domenico Gaspare Lancia di Brolo. Si adopera per la riforma dell'istituto, voluto nel 1821 dall'arcivescovo Domenico Benedetto Balsamo, trasformandolo in una palestra di studi e di vita cristiana, sul modello della scuola filosofica monrealese dell'arcivescovo Francesco Testa. Da professore di lettere latine ed italiane succede nel 1887 al can. Giuseppe Vaglica; dal 1904 fino alla morte ricopre il ruolo di Direttore delle Scuole arcivescovili, insegnando Storia dell’arte, Archeologia, Teologia morale.
Effettua degli studi demologici sulla scia di Giuseppe Pitrè, Salvatore Salomone Marino, Luigi Di Maggio, Salvatore Cusa, Raffaele Starrabba, Vincenzo Di Giovanni, Gioacchino Di Marzo, Isidoro Carini e molti altri, fondatori della Società Siciliana per la Storia Patria. Le sue numerose monografie nel campo della storia, della filosofia, dell’arte e delle lettere, arricchite di documenti archivistici inediti, hanno dato un prezioso contribuito alla cultura siciliana, e particolarmente alla conoscenza dell’Arcidiocesi, della Città e delle figure illustri di Monreale.
Nel 1890 viene eletto canonico e parroco della Cattedrale di Monreale, succedendo al can. Giuseppe Soldano, che era morto il 31 ottobre dello stesso anno.
Nel 1900 fonda insieme ad altri parroci la Cassa Rurale a Monreale, per combattere l'usura.

### L'assassinio
La sera del 13 settembre 1920 viene ucciso a colpi di lupara nella sua casa di villeggiatura a Realcesi (Monreale). Intorno alla sua uccisione non si è fatto mai chiarezza, sebbene molti all'epoca l'attribuirono alla mafia e alla gestione delle acque legate alla mensa arcivescovile. La mattina del 20 settembre furono celebrate solennemente le esequie nella Cattedrale di Monreale, presiedute dal Pro Vicario Generale Francesco Paolo Evola, alle quali assistette in abiti pontificali l’arcivescovo Antonio Augusto Intreccialagli.